# 珈琲カルナバル
『珈琲カルナバル』（カフェカルナバル）は、宝塚歌劇団によって制作されたミュージカル作品。月組公演。形式名は「ラテン・ロマネスク」。宝塚・東京の本公演は14場。作・演出は柴田侑宏。宝塚・東京における本公演と地方公演の併演作品は『夢・フラグランス』。

## 公演期間と公演場所
- 1992年1月1日 - 2月11日（新人公演：1月21日）　宝塚大劇場[1][3]
- 1992年4月4日 - 4月29日（新人公演：4月14日）　東京宝塚劇場[2][3]
- 1992年9月12日 - 10月4日　地方公演[4]（9月12日・守山、13日・江南、15日・豊川、16日・豊田、18日・武蔵野、19-20日・市川、22-23日・川口、25-26日・仙台、27日・多賀城、29日・宇都宮、10月1日・高松、3-4日・鹿児島）

## 解説
※『宝塚歌劇100年史（舞台編）』の宝塚大劇場公演参考。
19世紀末葉、世界の産出量の50パーセントといわれたコーヒー大国のブラジルのサンパウロのコーヒー園が舞台。その、コーヒー園に関わるポルトガル系貴族のモンテイロ伯爵家の娘ベアトリス、その婚約者のアルツール、イタリア移民の二世から伯爵が見込んで留学までさせた優秀な若者のジュリオ、三人の情熱的で悲しい恋と、コーヒー園を侵害してくる一味から身をもって守ろうとする若者たちの働きを描いたストーリー。

## スタッフ（宝塚と東京における本公演・地方公演）
※氏名の後ろに「宝塚」「東京」「地方」の文字がなければ全公演共通。
- 作曲・編曲：寺田瀧雄・吉田優子
- 音楽指揮：野村陽児（宝塚・地方）、清川知巳（東京）
- 振付：尚すみれ
- 装置：大橋泰弘
- 衣装：任田幾英
- 照明：今井直次
- 小道具：万波一重
- 効果：川ノ上智洋
- 音響監督：松永浩志
- 演出補：正塚晴彦
- 演出助手：中村一徳
- 制作：佐分孝
- 製作担当：相川正一（東京）

## 主な配役

### 本公演（宝塚・東京）・地方公演
※二人分の氏名がなければ宝塚、東京、地方公演共通。二人の氏名がある場合、「/」をはさんで、左側が宝塚と東京で、右側が地方公演。
- ジュリオ・フェルナンデス - 涼風真世[1][4]
- ベアトリス - 麻乃佳世[1][4]
- アルツール・サントス - 天海祐希[1]/久世星佳[4]
- エビタシオ - 久世星佳[1]/汐風幸[4]
- ギリエール・モンテイロ伯爵 - 汝鳥伶[1][4]
- ヴァスコ・アンドラーデ - 箙かおる[1]/大峯麻友[4]
- パトリシア - 羽根知里[1][4]
- アントニオ - 汐風幸[1]/一紗まひろ[4]
- パウロ - 若央りさ[1][4]
- エステバン - 真織由季[1]/嘉月絵理[4]
- グスターボ - 大峯麻友[1]/光樹すばる[4]
- ガブリエラ - 高ひづる[1][4]
- ウーゴ - 鈴鹿照[1]/松平瑠美[4]
- カロリーナ - 舞希彩[1][4]
- クリスティーナ - 花園ゆかり
- マリキータ - 梨花ますみ[1][4]
- シンシア - 朝吹南[1][4]
- ブルーノ - 大海ひろ[1]/真山葉瑠[4]
- バルバラ - 蘭玲花
- ナナ - 夏河ゆら
- マテウス - 葵美哉[1][4]
- エルネスト - 幸風イレネ[1][4]
- カルロス - 旭麻里[1][4]

### 新人公演（宝塚・東京）
※氏名の前に「宝塚」、「東京」の文字がなければ両劇場共通。
- ジュリオ - 大海ひろ[3]
- ベアトリス - 朝吹南[3]
- アルツール - 真織由季[3]
- エビタシオ - 汐風幸[3]
- モンテイロ伯爵 - 真山葉瑠[3]
- ヴァスコ - 越はるき[3]
- パトリシア - 風花舞[3]
- アントニオ - 一紗まひろ[3]
- パウロ - 嘉月絵理[3]
- エステバン - 樹里咲穂
- グスターボ - 卯城薫
- ガブリエラ - 夏河ゆら
- ウーゴ - 松平瑠美
- カロリーナ - 花園ゆかり
- クリスティーナ - 逢原せりか
- マリキータ - 暁なぎさ
- シンシア - 時由布花
- ブルーノ - 鷹悠貴
- バルバラ - 美原志帆
- ナナ - 花丘美幸
- マテウス - 秋路しのぶ
- エルネスト - 高千穂舞
- カルロス - 宝塚：登羽歩、東京：光樹すばる[3]